# Caroline Rougaignon-Vernin
Pour les articles homonymes, voir Vernin.
Caroline Rougaignon-Vernin est une femme politique monégasque.

## Biographie
Née le 29 avril 1969, docteur en pharmacie (1995), Caroline Rougaignon-Vernin est pharmacienne.
Elle est membre du Conseil national depuis 2016.